# 志志目爱
志志目爱（日语：／ Shishime Ai，1994年1月25日—）生于宫城县都城市，是一名日本女子柔道运动员，曾就读于帝京大学，大学毕业后成为了德寺学园的职员。她有两个哥哥，其中大哥志志目裕树是一名競艇选手，二哥志志目徹同样是一名柔道选手。